# 알렉스 발보아
알레한드로 발보아 반데이라(스페인어: Alejandro Balboa Bandeira, 2001년 3월 6일 ~ )는 프리메라 페데라시온 클럽 루고에서 미드필더로 뛰고 있는 적도 기니의 프로 축구 선수이다. 스페인에서 태어난 그는 적도 기니 국가대표팀에서 뛰고 있다.

## 어린 시절
발보아는 비토리아에서 적도 기니 출신 부모님 밑에서 태어났다. 그의 외할아버지는 원래 상투메 프린시페 출신이고, 그의 부계인 발보아는 쿠바 출신이다.

## 구단 경력
발보아는 2013년 알라베스의 유소년 팀에 합류했으며, 아우레라 데 비토리아에서 활약했다. 그는 2020-21년 시즌 테르세라 디비시온에서 팜팀인 클럽 산이그나시오에서 시니어 데뷔 전을 치렀지만, 세군다 디비시온 B의 리저브 팀에서 뛰며 캠페인을 마무리했다.
발보아는 2021년 11월 30일, 우나미와의 코파 델 레이 원정 경기에서 3-0으로 승리하며 1군 데뷔 전을 치렀다. 이듬해 8월 13일, 그는 레가네스와의 세군다 디비시온 원정 경기에서 혼 구리디와 교체 투입되어 프로 데뷔 전을 치렀다.
2023년 7월 12일, 발보아는 알바레스와 2026년까지 재계약을 체결하고, 8월 8일, 2부 리그의 우에스카로 임대 이적했다.
2024년 7월, 발보아는 에레디비시 클럽 알메러 시티와 2년 계약을 맺고 세 번째 계약을 맺었다.

## 국가대표팀 경력
그는 2021년 9월 7일, 모리타니와의 경기에서 적도 기니 국가대표팀으로 합류해 데뷔하여 0-0으로 비겼다.

## 사생활
발보아의 삼촌은 적도 기니 국가대표팀에서 활약한 전 레알 마드리드 축구 선수 하비에르 발보아이다.